# 兼次映利加
兼次 映利加（かねし えりか、1985年 - ）は、日本のジャーナリスト。主に沖縄に関する問題についての執筆活動を続ける。

## 来歴
沖縄県那覇市生まれ。6歳から琉球舞踊を習い、2006年琉球古典芸能コンクール優秀賞受賞。那覇国際高等学校卒業後、進学のため上京。拉致被害者奪還のための街頭署名活動や、主に沖縄について
基地問題や反対運動、沖縄における情報環境等についての執筆活動や講演活動を続ける。

## 著書

### 共著
- 河添恵子、葛城奈海、赤尾由美、兼次映利加『国防女子が行く なでしこが国を思うて何が悪い』ビジネス社、2014年12月10日。ISBN 978-4828417875。

- 小山常実、皿木喜久、中山成彬、水間 政憲、藤井厳喜、松木國俊、藤岡信勝、兼次映利加『「ヘイトスピーチ法」は日本人差別の悪法だ』自由社、2016年12月17日。ISBN 978-4915237980。

### 編著
- ロバート・D・エルドリッヂ、宮崎政久、仲村覚、仲新城誠『沖縄の危機！ ―『平和』が引き起こす暴力の現場』青林堂、2017年1月20日。ISBN 978-4792605773。

## 寄稿
- 「沖縄県民は真実を知らされていない」『ジャパニズム 25』（青林堂ビジュアル、2015年9月16日）ISBN 978-4792605223
- 「【国防女子座談会】 トランプ当選でホッとしたネ　河添恵子・赤尾由美・葛城奈海・兼次映利加」『月刊Will 2017年1月号』（ワック、2016年11月26日）ASIN B000KCI8CU
- 「今こそ沖縄の問題を県民の手に取り戻せ!」『ジャパニズム 35』（青林堂ビジュアル、2017年2月10日）ISBN 978-4792605797